# 神戸阪急
神戸阪急（こうべはんきゅう）は、兵庫県神戸市中央区で阪急阪神百貨店（エイチ・ツー・オー リテイリング）が運営する百貨店である。2019年10月5日にそごう神戸店から阪急百貨店に屋号を変更した。

## 概要
神戸市随一の繁華街である三宮に位置しており、神戸の主要街路であるフラワーロードと兵庫県道21号神戸明石線の三宮交差点に面する。
阪急百貨店であるが、2019年にそごう神戸店をリブランドした経緯から阪急ではなく阪神神戸三宮駅の改札口と地下で直結している。また、地上はJR三ノ宮駅とペデストリアンデッキで連絡ができる。JR三宮駅北側には阪急電鉄の神戸三宮駅が位置しており、徒歩でのアクセスが可能である。三宮・元町界隈においては売上高が旧居留地地区の大丸神戸店に次ぐ、地域2番店である。

## 沿革

### 十合呉服店神戸支店・そごう神戸店

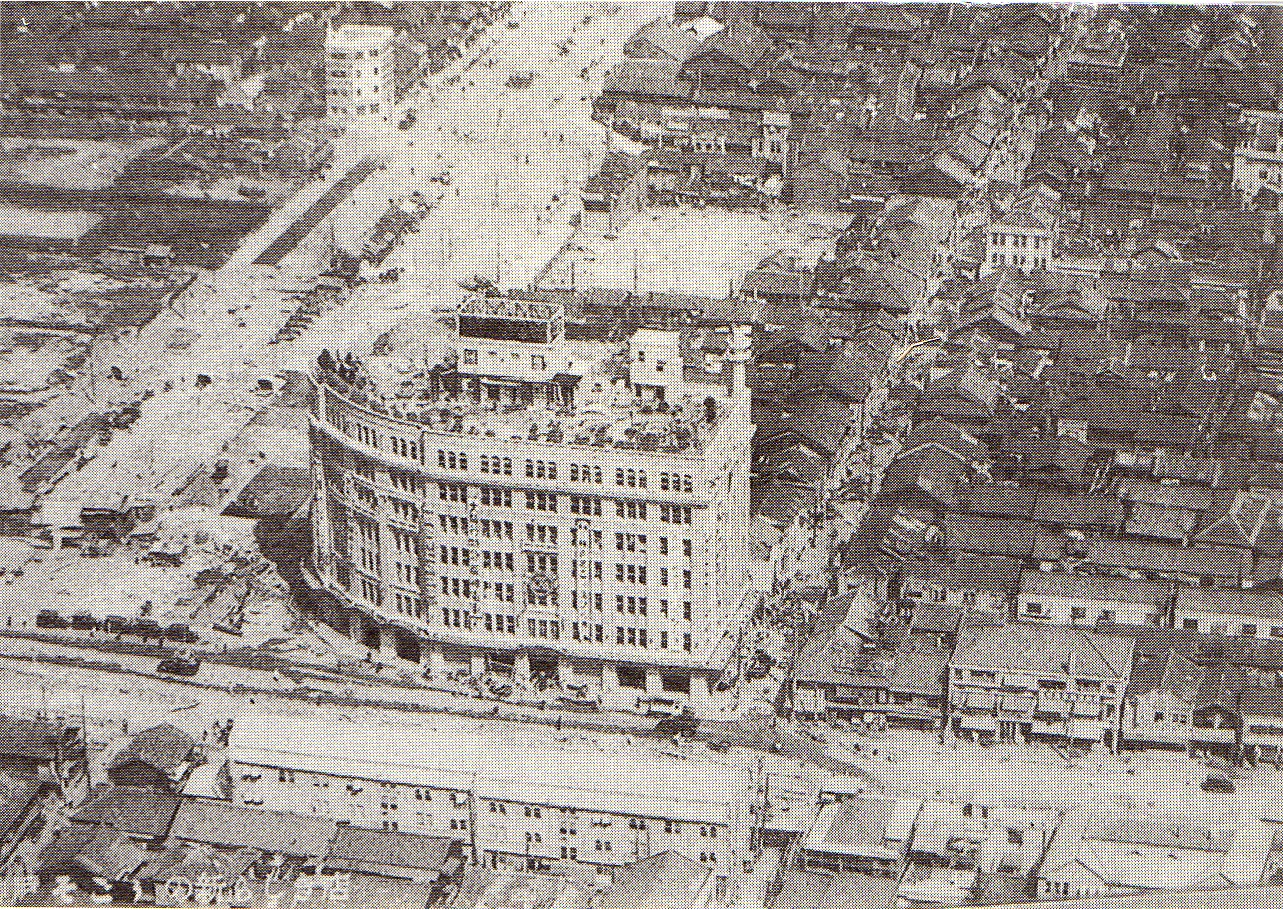
開業当時のそごう神戸店（1933年頃）

- 1899年（明治32年）6月25日 - 兵庫県神戸市相生町2丁目に十合呉服店神戸支店として開店。
- 1901年（明治34年）4月3日 - 兵庫県神戸市元町5丁目に移転。
- 1912年（大正元年）12月5日 - 拡張。
- 1914年（大正3年） - 拡張。
- 1914年（大正8年） - 寄宿舎を生田区山本通4丁目に設置。
- 1920年（大正9年）3月25日 - 拡張。
- 1931年（昭和6年）2月21日 - 阪神電鉄と三宮阪神ビルの賃貸借契約調印。
- 1932年（昭和7年）
  - 8月17日 - 神戸支店三宮進出計画発表。
  - 11月26日 - 三宮阪神ビル建築工事起工。
- 1933年（昭和8年）
  - 9月18日 - 元町神戸支店閉鎖。
  - 10月1日 - 兵庫県神戸市中央区三宮（現在地）に三宮阪神ビルが完成し新築開店する。
- 1937年（昭和12年）7月7日 - 増築申請許可。
- 1950年（昭和25年）
  - 6月1日 -	インポートバザー開設。
  - 6月30日 -	オーバーシーズ・サプライズ・ストア開設。
  - 9月30日 - エクスポートバザー開設。
- 1952年（昭和27年）1月5日 - オーバーシーズ・サプライズ・ストアを一般に公開。
- 1955年（昭和30年）10月18日 - 	増築決定。
- 1956年（昭和31年）
  - 1月14日 -	増築起工。
  - 9月28日 -	増築竣工。
  - 10月24日 - 神戸国際会館が落成・開館。
  - 10月27日 - 増築開店。
- 1961年（昭和36年）
  - 2月25日 - 事務館竣工。
  - 11月3日 - 拡張を決定。
- 1963年（昭和38年）9月2日 - 店増築許可。
- 1964年（昭和39年）10月3日 - 三宮室町殖産ビル (現・さくら三宮ビル) 建築起工。
- 1965年（昭和40年）8月20日 - 三宮地下街連絡通路・神戸国際会館新館が完成。
- 1966年（昭和41年）
  - 3月4日 - 株式会社設立50周年記念事業として室町殖産と三宮新築ビルの賃貸借契約締結し三宮室町殖産ビル (現・さくら三宮ビル) が竣工される。
  - 3月31日 - 第一次増築開店。
- 1967年（昭和42年）
  - 3月31日 - 第二次増築開店。
  - 11月24日 - 配送センター竣工。
- 1968年（昭和43年）
  - 2月18日 - 三宮室町殖産ビル (現・さくら三宮ビル) 増築起工。
  - 10月26日 - 三宮室町殖産ビル (現・さくら三宮ビル) の地下1階より地上3階まで営業開始。
- 1969年（昭和44年）
  - 2月28日 - 三宮室町殖産ビル (現・さくら三宮ビル) の4階より7階まで営業開始。
  - 10月3日 - 増改築の三宮室町殖産ビル (現・さくら三宮ビル) が完成し新装開店する。
- 1973年（昭和48年）1月 - KSビルの竣工が始まる。
- 1975年（昭和50年） - 国鉄が岡山駅に開業した「岡山ターミナルホテル」内に岡山分店を開設した。
- 1981年（昭和56年） - 本館の外壁を改装する。
- 1984年（昭和59年） - 地上9階、地階1階のS・ヨシマツビルが竣工する。
- 1985年（昭和60年）6月14日 - 新館がS・ヨシマツビルに8044m2拡大し、売場面積は45874m2となる。
- 1987年（昭和62年）1月 - 豊田そごう開設準備として、当店が愛知県豊田市小坂本町に「そごうギフトショップ豊田」（100m2)を開設[2]。
- 1989年（平成元年）6月 - 鉄筋鉄骨コンクリート造の地上7階建の別館・そごうウイングが完成し新装開店する[注釈 1]。
- 1991年（平成3年）4月26日 - 西宮市の苦楽園口駅前に「SOGO WING 苦楽園」を開設した。
- 1994年（平成6年） - 岡山ターミナルホテルの閉鎖・建て替えに合わせ、岡山分店を閉鎖した。
- 1995年（平成7年）
  - 1月17日 - 阪神・淡路大震災で半壊する[注釈 2]。
  - 1月18日 - 営業を休止する。
  - 3月1日 - 地下入口に特設売り場を開設して食品類の販売を再開する。
  - 4月16日 - 本館地階と新館[注釈 3]で営業再開する。
- 1996年（平成8年）
  - 4月28日 - 全館復興して開店する。半壊した部分は現在のサンファーレ広場、アクセス改良のためエスカレーターを4列設置した。サンファーレ広場に世界の人形時計を設置し、本館7階にディズニーストアを開業する。
  - 11月 - 神戸国際会館新会館の建設工事が始まる。
- 1999年（平成11年）5月23日 - 神戸国際会館が新築オープン。
  - 当店が神戸国際会館の一部にも売場を確保する予定だったが、1997年に断念した。
- 2000年（平成12年） - 運営会社のそごうが民事再生法適用を申請する。負債は大阪店、有楽町店と合わせ6,891億円。
- 2002年（平成14年）3月14日 - そごう民事再生法適用申請を機に売場改良として大改装する。
  - 本館に4列設置していたエスカレータの2列を撤去して売場面積を拡大した。
  - 西武百貨店と提携を象徴する神戸ロフトが新館に開業した[注釈 4]。
- 2008年（平成20年）4月15日 - 東京ディズニーリゾートのスポンサーが終了し世界の人形時計の運営が終了する。
- 2009年（平成21年）
  - 8月1日 - そごう、西武百貨店、ミレニアムリテイリングが、そごうを存続会社にして合併し、そごう・西武となる。
  - 8月31日 - そごう心斎橋本店が閉店し、これによりそごう創業者・十合伊兵衛の像が移設される。
- 2016年（平成28年）
  - 10月6日 - セブン&アイ・ホールディングスとエイチ・ツー・オー リテイリングは業務資本提携することで合意し、神戸店をエイチ・ツー・オーに譲渡すると公表した。
  - 10月15日 - 新館の外壁工事始まる。
- 2017年（平成29年）
  - 5月11日 - セブン＆アイ・ホールディングスは、エイチ・ツー・オー リテイリングにそごう神戸店と西武高槻店の2店を譲渡すると正式発表した[3]。
  - 5月14日 - 新館の外壁工事終了。
  - 10月1日 - エイチ・ツー・オー リテイリングの完全子会社であるエイチ・ツー・オー アセットマネジメントが、会社分割により事業承継[4][5]。
  - 11月　- そごう創業者、十合伊兵衛の像がそごう横浜店に移設される[6]。
- 2019年（令和元年）9月30日　- 閉店。

### 神戸阪急
- 2019年（令和元年）
  - 10月1日 - 阪急阪神百貨店に移管[7]
  - 10月5日 - 神戸阪急として営業開始[8]
- 2021年（令和3年）9月30日　- 新館2階「味の一番街」 レストランの全4店舗を閉店
- 2022年（令和4年）
  - 3月 - 全館改装に着手し、順次フロアごとに改装[9]。
  - 5月8日　- 新館5階の紀伊國屋書店神戸阪急店が閉店[10]。
  - 8月31日 - モードファッション・カフェ・インテリアのHankyu Mode Kobe（新館1-3階）、美容・コスメのHankyu Beatuty World（本館2-4階東側）がオープン。
  - 10月5日 - 新館5階に無印良品神戸阪急店がオープンし、兵庫ふるさと館もリニューアルオープン。
- 2023年（令和5年）
  - 2月22日 - 本館3階の婦人服フロアがリニューアルオープン。
  - 4月26日 - 本館4階がライフスタイル提案型売場第1陣Time of “Grace”としてリニューアルオープン。
  - 10月11日 - 改装を完了、全館リニューアルオープン[9]。

## そごう神戸店
そごう神戸店（そごうこうべてん）は、株式会社そごう・西武（セブン&アイ・ホールディングス）が2017年10月まで、H2Oアセットマネジメントが2019年9月まで、現在の神戸阪急の建物で運営していた百貨店。
神戸阪急への転換までは、株式会社そごう・西武がライセンサーとなり、国内では唯一の「そごうフランチャイズ店」として運営されていた。
かつては株式会社そごうが経営する直営店3店舗の一つであった。神戸店以外の直営店は、大阪店（後の心斎橋本店。2009年に閉店後、土地・建物を大丸に譲渡し、大丸心斎橋店北館を経て、心斎橋パルコとして営業中）と東京店（読売会館。そごうの経営破綻に伴い閉店・撤退し、跡地にビックカメラが入居）の3店舗で、千葉店以降に開業したそごう各店は全て地域子会社が開業し経営していた。
「三宮阪神ビル」でありながら阪神百貨店ではなくそごうが営業していたのは、当時阪神電鉄は梅田に「阪神マート」を開業したばかりで百貨店のノウハウに乏しかったため、当時心斎橋にしか存在しなかったそごうをキーテナントとして招へいしたためとされている。南海難波駅の南海ビルディングと共に、当初は三越が入居する予定だった。

### 歴史

#### 神戸進出
十合（のちのそごう）は1899年（明治32年）6月25日、神戸市相生町二丁目（後の生田区相生町→中央区相生町、神戸駅北口）の空き家を買収し、66m2（20坪）ほどの支店を開設した。日清戦争後に大阪本店の外売（いまでいう外商）顧客が特に神戸市内に多く広がっていたためである。業績が好調だったため、わずか2年後の1901年（明治34年）4月3日には元町五丁目に移転した。元町は繁華街になっていったが、引き続き外売を中心とした営業を行った。

#### 元町からの移転
1930年（昭和5年）10月1日、十合の取締役会で神戸支店を三宮に進出し、ターミナルデパートを開くことになった。1932年（昭和7年）11月末から1933年（昭和8年）9月末にかけて建設された「三宮阪神ビル」は大林組の施工で、阪神電気鉄道が保有となる地上7階、地下2階、総面積11550m2（3500坪）の建物のうち、10164m2（3080坪）を賃借した。
1933年（昭和8年）10月1日、三宮駅前に地下2階・地上7階のターミナルデパート「そごう神戸店」が新築開店した。開店時のキャッチフレーズは「神戸そごうの新しき店、新しき品、充実せる百貨」。この際に、十合を「十合呉服店」から、ひらがな表記で百貨店らしい「神戸そごう」と呼ぶようにした。

#### 戦後の拡大路線
戦後、百貨店法（後の大店法）の制定が噂され、施工前にという店舗の新設や増改築が相次いでいた。そごうは大阪店が進駐軍に接収されて業績が悪化していたため、周囲が都心になりつつあり、成長が見込める神戸店の強化を急ぐことになった。
店舗東側に阪神電気鉄道が地上1階、地下2階建ての建物とその土地を保有しており、1955年（昭和30年）12月28日に同社と交わした申合書通り、それ以上増築する部分はそごうが保有することに決まった。1957年（昭和32年）9月28日、延床面積21545.7m2（売場面積は14841m2）となったが、百貨店法によって許可面積が1割減となったほか、1958年（昭和33年）まで段階的に増床部分の営業を開始することになってしまった。1956年（昭和31年）10月27日、増築部分の最初の区画が部分開業した。
坂内義雄（丸物監査役）社長の死や若菜光良社長の退任を受け、副社長から社長に昇格した水島廣雄は経営合理化と神戸店の拡張を掲げた。自社ビルの東側に三井銀行の支店が入る「三宮室町殖産ビル（現・さくら三宮ビル）」が計画されており、店舗南側の増築をいったん取りやめ、1965年（昭和40年）開業のさんちか（三宮地下街）へ直結する同ビルへの入居を急いだ。延床面積20165.1m2中、19760.1m2を賃借し、1969年（昭和44年）10月3日、株式会社そごう設立50周年記念事業として増築開店した。店舗南側（現在の本館の南半分）の増築計画も1968年（昭和43年）2月18日に着手し、同年10月26日から段階オープンし、1969年10月3日、三宮室町殖産ビル部分の開業と同時に全館増築が完成した。
これで大丸神戸店に匹敵する営業面積となっただけでなく、1971年（昭和46年）には年間を通じて大丸神戸店の売上を抜き、神戸市・兵庫県における地域一番店となった。
1973年（昭和48年）には神戸国際会館との合弁でケイ・エスビルを設立した。浜側にあった当店の納品駐車場と国際会館の駐車場用地が隣接していたため、効率化を図ることになった。地下2階、地上9階のケイエス・ビルのうち、地階、1階、3階の一部、4階から9階をそごうが賃借した。1974年（昭和49年）11月15日、家具とインテリアのフロアとして新館が開業した。店舗の周辺をそごうで埋め尽くす「そごうタウン化」として、本館、新館に加え、催場を持つ別館、レストラン街の「そごう・うまいもの街」、大駐車場が完成した。
1985年（昭和60年）6月14日、新館をエス・ヨシマツビルの2階以上に8044m2拡大し、総売場面積は約2割増の45874m2となった。関西では阪急うめだ本店、高島屋大阪店に次ぐ次ぐ規模となった。新館では5階で「セリーヌ」「ランバン」など約10種類の高級ブランドの直輸入商品を販売する「舶来特選ロイヤルサロン」（1600m2）という関西初の試みを行っただけでなく、本館においても6階で住宅関係や結婚、旅行に関するサービスを提供する「総合情報サービスセンター」(400m2)や1階に「イベント広場」（150m2）を設けるなど、合わせて40億円ほどの投資を行った。この増床による年間売上高見込みも2割増の1200億円だった。
なお、「エス・ヨシマツビル」は1984年（昭和59年）4月に地権者が着工した、本館の南側約1300m2の敷地に地下1階、地上9階建てで立地するビルである。1階部分は2000年代までパチンコ店、神戸阪急の2020年代前半のリニューアルまではシティバンク銀行、のちにSMBC信託銀行の支店が入居していた。
大阪万博翌年の1971年には大丸神戸店の売上を超え、阪神・淡路大震災翌年の1996年までは地域一番店となった。最盛期は1990年に1471億円を売り上げた。

#### 小型店の増設
1980年代後半には本館、新館のほか、周囲の3つのビルの地階などに飲食店街、ＤＣ（デザイナーズ＆キャラクターズ）ブランド店街を開設し、そごうタウン化を推進した。1989年（平成元年）6月には新館の南側角地（約220m2）に7階建て、延床面積1400m2の「SOGO WING」を開設した。テナントビルで、20―30歳代のＯＬ、ヤングアダルトを主な客層とし、5階から下にドイツ菓子店やお好み焼き店、洋風・和風レストラン、6・7階にはエステティックサロンが入居した。
三宮エリアのほか、阪神間や近隣県にも小型店を出店した。1975年（昭和50年）、岡山ターミナルホテル（現・ホテルグランヴィア岡山）内に岡山分店を開設し、1994年（平成6年）の同ホテル改築まで営業した。1991年（平成3年）4月26日、兵庫県西宮市の苦楽園口駅前に地上3階・延床面積約1,600平方メートル、売場面積460平方メートルの専門店ビル「SOGO WING 苦楽園」を開設し、1階に「ハンティングワールド」とミラノファッションの「ブティック　カ・ドーロ」、2階に「ジリオン・キッス」、しゃぶしゃぶレストラン、3階には県東部を担当する外商拠点（230平方メートル）や、特売会や地域催事用を行うための多目的ホール（165平方メートル）を設けた。当時すでに計画のあった西宮阪急や、三越の出店に対抗するものである。
1987年には、本店の大阪店ではなく、当店が愛知県豊田市小坂本町に「そごうギフトショップ豊田」（100m2)を開設した。豊田そごう開設に向けて外商顧客などの取り込みを行った。

#### 本館・新館の改装
一方、1980年代後半になると、不振だった大丸神戸店も長沢昭店長のもと、1987年（昭和62年）に旧居留地の開発着手や全面改装を行い、集客力を向上した。数年後には神戸ハーバーランドへ阪急百貨店の神戸阪急や西武百貨店の神戸西武などの進出が予定されていた。巨艦店舗主義、全年齢型でターゲットが不明瞭だった当店はファッション感度の高い顧客をつなぎとめるため、1989年（平成元年）3月には1階から4階の婦人服売場を改装し、2階は当時10代だった団塊ジュニア世代、3階は働く女性、4階は団塊の世代の主婦をターゲットとした売場にリニューアルした。1991年以降は売上は減少したものの、大丸神戸店や神戸阪急、神戸西武を上回る売上を上げた。
店長・そごう副社長の山田恭一はヨーロッパ出張での観察から、高級ブランド志向の終焉を予期した。そこで、飲食店の充実に注力を図った。1993年（平成5年）3月には「江戸の老舗・味の一番街」が新館2階に開業し、天ぷら「銀座 天一」、「神田 藪そば」、「新橋寿司処 順」が出店した。5月には本館でも2階（現在のHankyu Beauty Kobe付近）に「吉兆」が開業した。こうした高級レストランはシティホテルのレストランよりは安価ということもあり、10階にあった既存の名食堂街やそごう大食堂も利用する客に加え、新規顧客も取り込んだ。
さらなる増床計画として、老朽化した神戸国際会館を国鉄三ノ宮駅近くの再開発区域に移転させ、跡地にそごうが文化施設を併設した店舗を開設する構想も立っていた。前段階として、1983年（昭和58年）1月には、営業を終えた神戸国際ホテル跡の6階から8階（合計約3,300m2）を神戸国際会館から借り、6・7階の客室部分は改装して事務室に、8階はそのまま食堂・宴会場として運営した。

#### 地域一番店からの転落

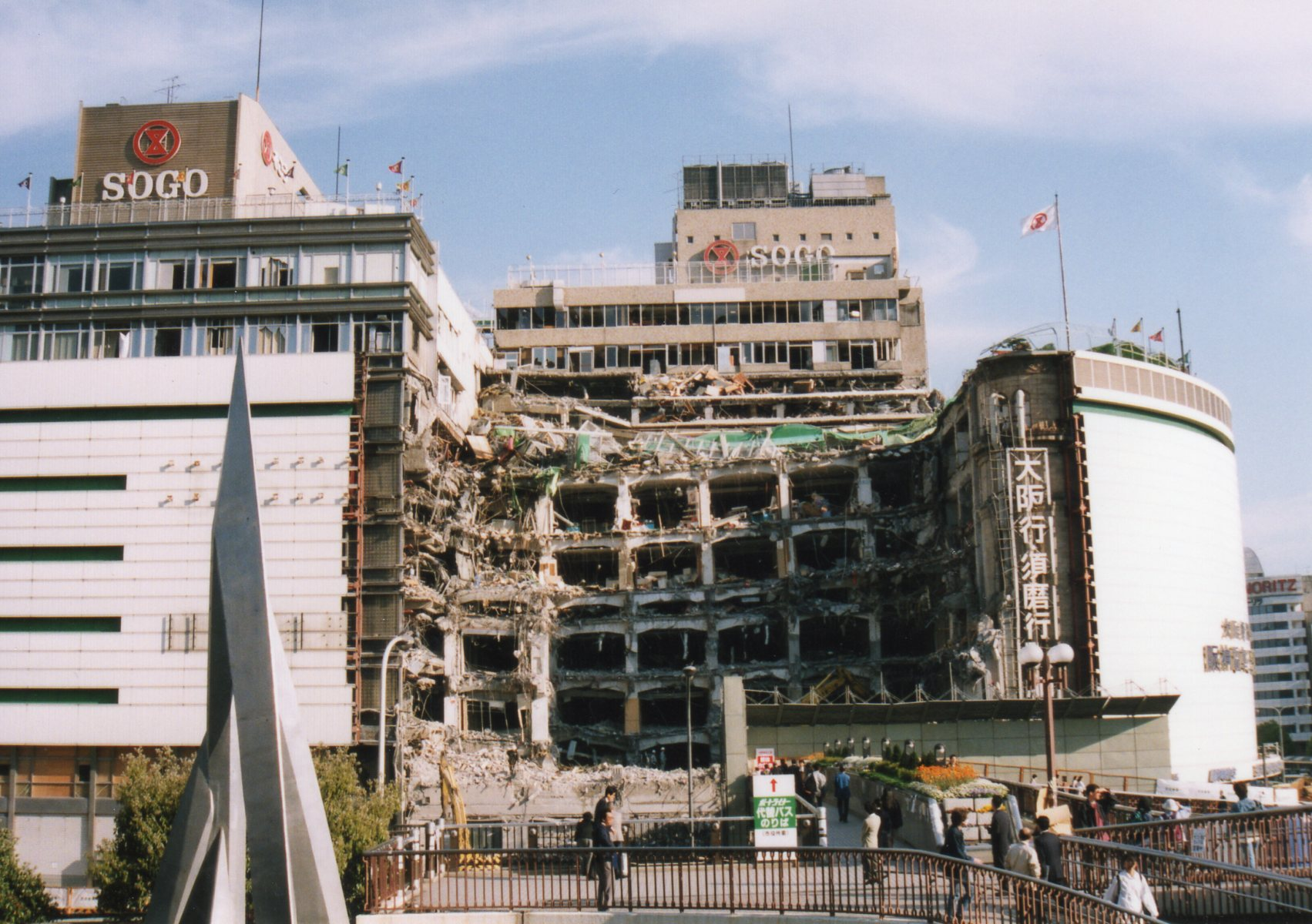
阪神淡路大震災で半壊した箇所を解体している（1995年）
（神戸市、阪神・淡路大震災「1.17の記録」より）

1995年（平成7年）1月17日に発生した阪神・淡路大震災で被災し、本館の建物が倒壊するなど大きなダメージを受けた。同月27日のそごう本社発表によると、本館では床や柱など主要構造部が破損しているほか、北側の外壁に大きな亀裂が発見されたことが判明した。新館に関してはダメージが小さいものの営業再開できるかはこの時点では不明だった。
3月10日にハーバーランドの神戸阪急が3階以下の営業を再開して客足が流れたこともあり、当店もハーバーランドなどへ店舗移転のうわさが流れたものの、そごう側は否定した。
早期再開を急ぎ、同年3月には翌春の営業再開を発表した。被災地の大型店を対象に休業日数の規制を緩和した大規模小売店舗法（大店法）の特例措置を活用して、年中無休での営業を行うとともに、約100名の従業員を西神そごうに配置転換して雇用確保を行った。同年4月には部分営業を再開、以降は本館中央部の約8000m2を減築して、残存部分の補強・修復を実施した。復興には民間事業者の能力活用による特定施設整備促進法(民活法)が適用された。
翌1996年（平成8年）4月28日には1年3か月ぶりに全館で営業を再開している。同年には震災被災者に「元気と夢を与えること」を目的として、減築跡地内に新設されたサンファーレ広場（現：グランパティオ、約500m2）にディズニーのからくり時計「世界の人形時計」を新設。人形時計は縦1.6m、横4.9mの大きさで、24体のマスコットによる演出が2008年4月15日まで披露された。
しかし、建て替えを選んだ大丸神戸店が1997年に全館で営業を再開すると客が流れ、1997年度は大丸の売上は年商908億円、当店は880億円で大丸を下回った。営業面積でも約49000平方メートルの大丸に対し、崩落したサンファーレ広場部分を減築した当店は41000平方メートルほどにとどまるため、いずれの面でも地域一番店ではなくなった。また、1997年には、現在地で建て替えが進められていた神戸国際会館の再オープン時に、10000平方メートルほどの売場を開設する計画も断念した。大丸に対して売場面積が狭くなったことを補う構想だったが、売上や神戸市の人口が減少している中で神戸国際会館の求める賃料を支払う余裕がなかったためである。いったん震災復興で持ち直したものの、1997年度以降は売上が減少し、2000年（平成12年）のそごう経営破綻の遠因となった。

#### 西武百貨店による改装
経営破綻後、そごうは西武百貨店との業務提携、ミレニアムリテイリング発足による西武百貨店との経営統合を経て、この過程で、そごうの店舗の多くが閉店し、そごう直営店であった東京店も閉店された。大阪店に関してもいったん閉鎖したうえで心斎橋本店として再建する方針が打ち出された。
これに対し、神戸店に関しては首都圏外のそごうの中では最大の売上高があったことから、池袋西武（当時）で定評のある西武百貨店のノウハウを導入することになった。本館では化粧品売場に同店で人気のブランドを誘致した。新館については5階の一部にあった飲食店を閉鎖し、1階から4階は西武百貨店グループの雑貨店「ロフト (LOFT)」と5階は紀伊國屋書店を誘致して誘客と賃料収入による経営の安定化を図った。2002年（平成14年）3月14日に一連のリニューアルが完成した。年間売上高は700億円ほどに落ち込んでいたものの、兵庫県内各地にあった外商拠点を廃止したため、採算性はむしろ向上した。
西神そごうに関してもそごう西神店（神戸店西神館）として直営化し、同様に紀伊國屋書店の誘致などを行った。
なお、その後2013年などに食品売場や地階出入口などの改装は行われたものの、そごう神戸店として全館改装を行うのはこれが最後となった。

#### 業績不振、H2O入りへ

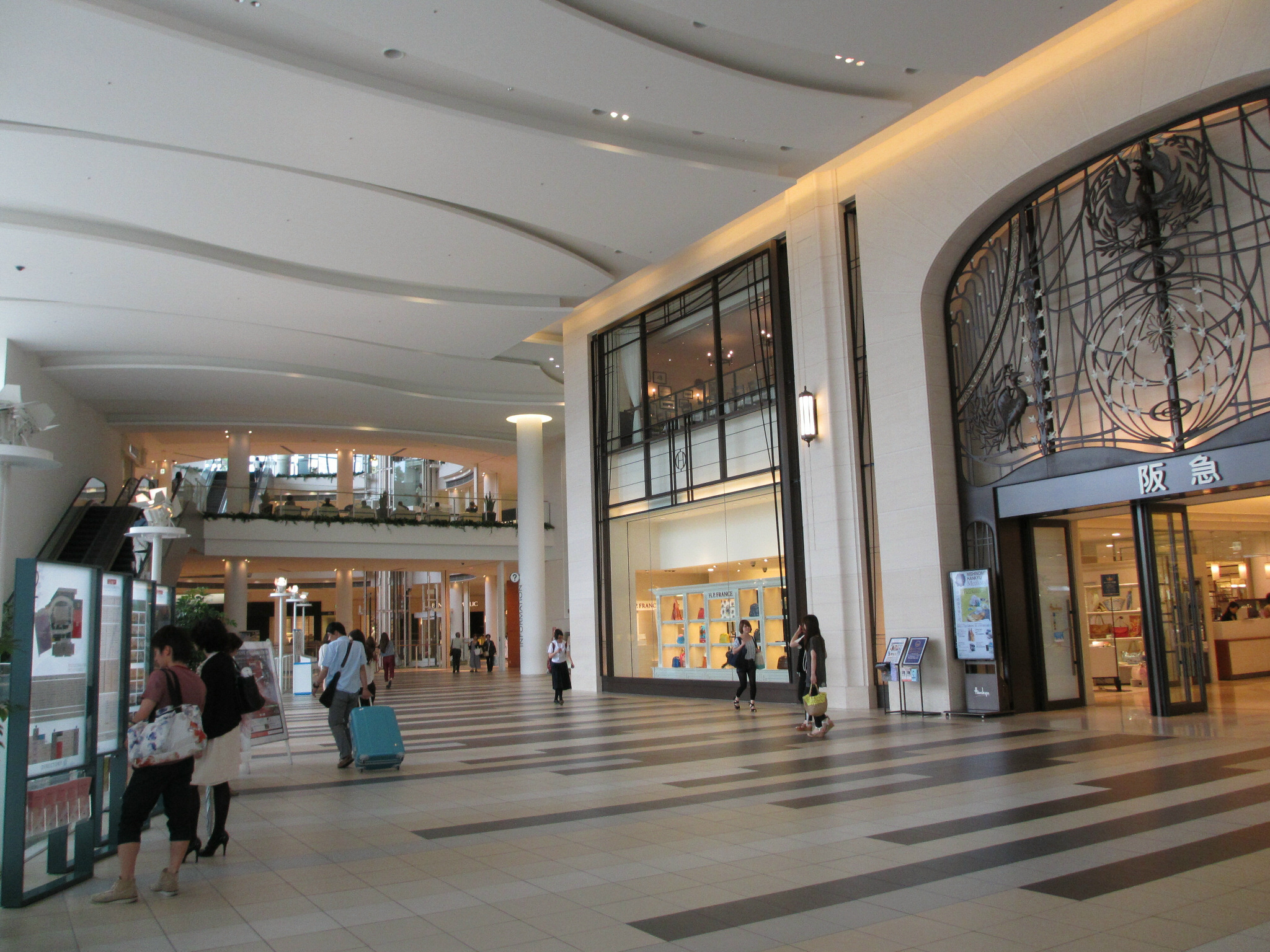
西宮阪急（阪急西宮ガーデンズ）

ミレニアムリテイリング傘下のそごう、西武百貨店は2006年にセブン＆アイグループ入りしている。2008年2月期の神戸店の売上高はピーク時の半分以下、2000年代前半の8割ほどの561億円に減少していた。
2009年のセブン&アイグループ内の百貨店事業再編によるそごう・西武発足当初、セブン&アイ・ホールディングスはそごう神戸店を西武池袋本店やそごう横浜店などと並ぶ「基幹店」と位置づけ、そごう心斎橋本店閉店後は心斎橋本店に代わる関西地区の事業拠点としていた。しかし業績不振は解消できず、2015年2月期の売上高は2008年2月期よりさらに減少し、ピーク時から1000億円以上減の460億45百万円にまで落ち込んでいた。この要因として、百貨店離れや各種量販店の充実に加え、朝日新聞や、店長だった林拓二によると、西宮阪急を核とするショッピングモール「阪急西宮ガーデンズ」により、東灘区（岡本など）や阪急今津線沿線の顧客が流出したことが指摘されている。
2016年のセブン&アイ・ホールディングス（そごう・西武の親会社）とエイチ・ツー・オー リテイリング（H2O、阪急阪神東宝グループ）の業務資本提携に合わせ、西武高槻店（→高槻阪急）とともにH2O傘下のエイチ・ツー・オーアセットマネジメントへ運営が移管された。そごう神戸店の社員約530人はそごう・西武に残留するか、譲渡先のエイチ・ツー・オーリテイリングへ移籍するか、いずれかの判断を求められ、民事再生前の株式会社そごう出身で店長の松下秀司など、9割の社員がH2Oリテイリングへ移籍した。うち半数以上の社員はそごう神戸店での勤務一筋だったという。
その後は地下食品売り場などの改装を進めつつ、当面はそごうの店舗として運営するとされていたものの、当時からすでに阪急百貨店へ転換の可能性が報じられていた。ついに阪急百貨店への移管が決まり、そごう神戸店としては2019年（令和元年）9月30日に閉店。これで旧そごう本体が直営していた店舗は全て消滅した。

#### 阪急阪神東宝グループとの関係
阪急阪神東宝グループへの移管以前より、阪神電気鉄道が所有する三宮阪神ビルに入居していた。その関係や地域性もあり、阪神タイガースの優勝時にセールを実施していた。また、阪急東宝グループ（当時）の球団売却後には、旧・神戸阪急や大丸神戸店同様、一時期神戸に拠点があったオリックス・ブルーウェーブの優勝セールも行っていた。
この他、フラワーロード側にある阪神バスの停留所の名称は、そごう時代は「阪神そごう前」であった（神戸市バスは市電時代の名称を踏襲して「阪神前」。現在は両者とも「三宮センター街東口」）。

## 神戸阪急

### 前史

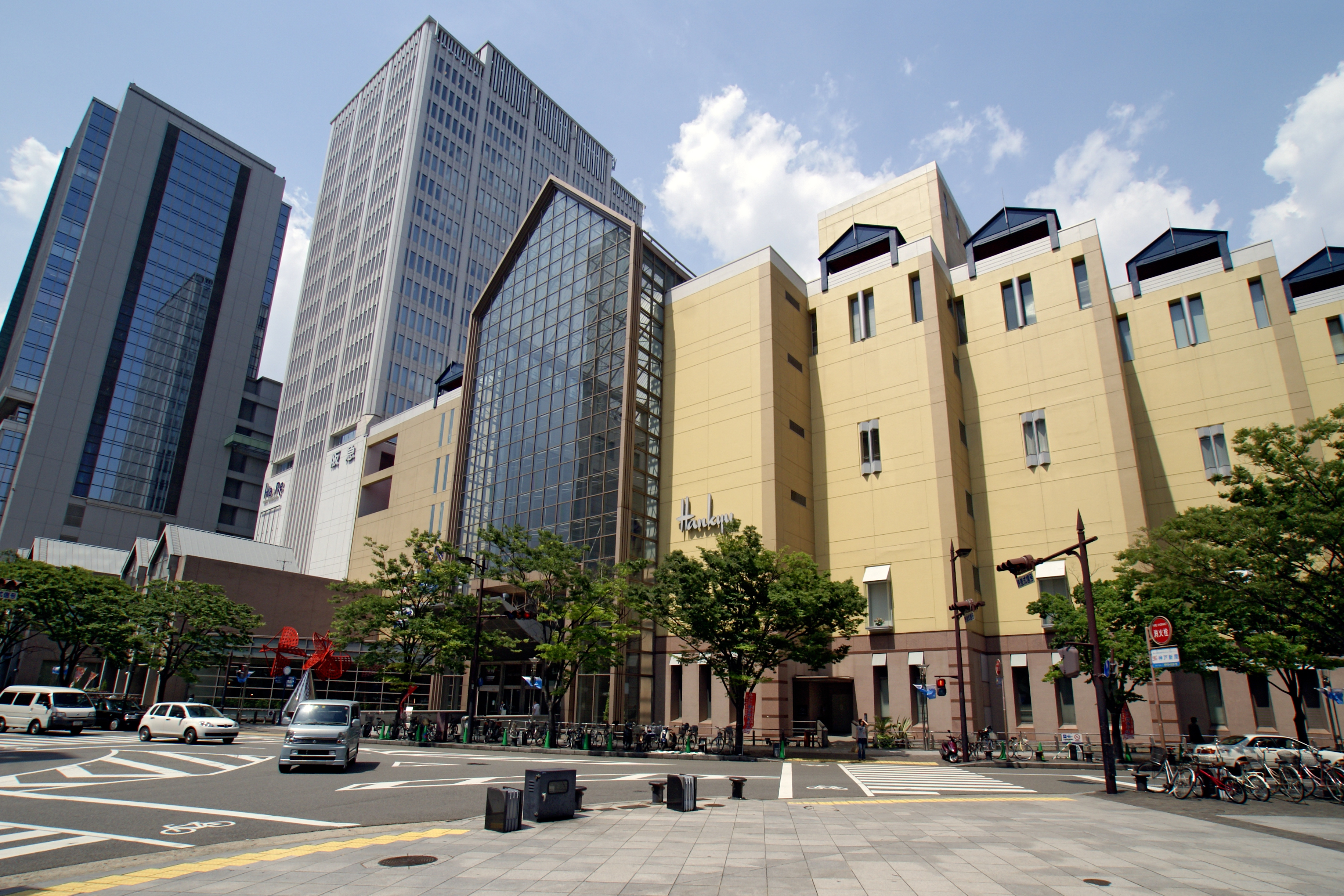
ハーバーランド時代の神戸阪急

阪急百貨店は阪神急行電鉄（阪急電鉄の前身）直営部門時代の、1936年（昭和11年）4月11日に三宮食料品店を阪急神戸駅（現・神戸三宮駅）ビル「神戸阪急ビル」へ出店した。うめだ本店に次ぐ2号店だった。京阪神急行電鉄から株式会社阪急百貨店が分離独立する際も阪急百貨店神戸支店として引き継がれた。神戸阪急と呼ばれる場合もあったため、後述のハーバーランド進出を目前とした1991年に三宮阪急と改称した。その後も食料品主体の店舗として親しまれたが、1995年の阪神・淡路大震災で建物が崩壊し、撤退した。1990年代後半に建った仮設ビルに代わり、2021年にオープンした現在の「神戸三宮阪急ビル」には同じエイチ・ツー・オー リテイリング系列の阪急オアシス神戸三宮店が入居している。
1992年（平成4年）には神戸ハーバーランドで、フルライン百貨店の神戸阪急が同名の阪急百貨店子会社によって営業を開始した。グループではうめだ本店に次ぐ営業面積33,278m2で、年間売上高目標は260億円だった。ところが、そごうや大丸が部分営業だった1995年（平成7年）度や1996年（平成8年）度の2年間を除いて赤字が続き、1996年度に売上高が259億円を記録した後、売上の減少が続いた。債務超過となった運営会社を清算し、株式会社阪急百貨店→阪急阪神百貨店が営業を続け、専門店の誘致などのテコ入れを行った。しかし、2011年（平成23年）3月期の売上高は91億4300万円にまで落ち込んだため、2012年（平成24年）3月11日に閉店した。跡地はイオンモールが運営する「Umie」の一部「SOUTH MALL」となった。

### 当店の経営移管
グループ内の事業再編に伴い、2019年（令和元年）10月1日にそごう神戸店の運営母体が阪急阪神百貨店へ移管されて屋号は「神戸阪急」とすることが2018年9月27日にH2Oから発表された。
『神戸阪急』の屋号は2012年に神戸ハーバーランド内の店舗が閉店して以来約7年半ぶりの“復活”であり、阪急百貨店としては24年ぶりに三宮へ再進出となる。
屋号の変更が発表されることに先立ち、経営移管から3か月後の2018年1月に「神戸阪急」としての方向性を考える5つのプロジェクトチームが発足した。阪急うめだ本店など大阪で人気の商品を中心に集めて失敗したハーバーランド時代の反省も踏まえ、ほぼ全員がそごう神戸店出身の従業員で構成され、神戸らしさを追求しているのが特徴である。このチームによって「フェスティバル365」に決めたテーマに合わせて全館のリニューアルに取り組んだ。デパ地下はそごう神戸店だった春から11月27日まで3段階にわたって改装して24店舗を導入し、9階催場は面積を約100坪拡大して六甲山側からの光が入る明るい空間に改め、2階と3階にはワクワク情報発信スペース「パティオステージ」を新設した。
阪急百貨店となった時点では地階や催場、パティオステージ以外はほぼそごう当時のまま営業していた。しかし、後述の改装工事のため、新館2階「味の一番街」 レストラン「銀座 天一」「鮨処 順」「やぶそば」「文の助茶屋」の全4店舗は2021年9月末で閉鎖した。この4店舗のうち、「銀座 天一」はミント神戸に、「鮨処 順」は店舗南西側の磯上公園近くに、「やぶそば」は阪急百貨店うめだ本店に、それぞれ移転した。前回の全館リモデルで開業した紀伊國屋書店も2022年5月8日に閉店し、ロフトも新館4Fの1フロアのみの展開となった。

### 2020年代前半のリモデル
店名変更時は地下食品売場を中心とした改装だったが、2022年（令和4年）度からは「都市型百貨店としての標準的な商品力に加え、神戸らしさを取り入れた特徴的なフロアを構築する」として、婦人服や服飾雑貨など商品別の構成だった売場を、衣料品と生活用品を同時に陳列するなどライフスタイル提案型のフロア構成に改めることになった。中四国など広域からの来店も狙う。高槻阪急と合わせた予算は約100億円で、その3分の2は当店への投資である。キャッチコピーは神戸阪急ではない、「神戸の阪急」になるのだ。今回のリニューアルを特集したWebマガジン「Rerere」も設置された。
2022年8月31日には、Hankyu Mode KobeとKOBE HANKYU BEAUTYがオープン。「Hankyu Mode Kobe」は阪急百貨店が得意とし、三宮エリアのほかの店で展開されていないモードファッションをアパレルに限らず、インテリア、カフェなど広い観点から提案する。新館1-3階を改装して六甲山系の木材を活かした店内に、ブルーボトルコーヒーなどが入店した。また、これまで当店は化粧品の取り扱いが手薄だったが、「KOBE HANKYU BEAUTY」では2階「ラグジュアリービューティー」、3階「ライフスタイルビューティー」、4階「ビューティーサロン」の合計1700平方メートルで神戸最大級のコスメゾーンを目指す。
阪急百貨店としてのオープンから3年目を迎える10月5日には、神戸地区最大の無印良品が新館5F・6Fへ進出した。無印良品と隣接する兵庫ふるさと館もリニューアルオープンした。
2022年11月から12月にかけて、本館1階の化粧品売場の移設跡に「ロクシタン」やインターナショナルブティックがオープンした。2023年（令和5年）3月には2階にもバッグなどのインターナショナルブティックが設けられた。
2023年4月26日には本館4階の改装が完了。“洗練された上品で華やかな暮らし”をテーマとするフロアのイメージである、Time of “Grace”のもと、「グレイスフルテーブル」「ラ・ノクタンビュール」「トゥールナージュ」といった自主編集売場を中心に、地域密着ライフスタイルを提案するフロアがオープンした。
5月31日には、本館5階「Affection for Life」の一部が先行して開業し、日常食器を集めた「うつわプラス」や、スヌーピーらの登場する漫画「ピーナッツ」のコンセプトショップ「Peanuts LIFE & TIMES」の西宮阪急に次ぐ2号店が開業した。
その後、「神戸らしい生活」を提案するフロアづくりのコンセプトで進められていた改装が9月13日までに完了し、10月9日には高級ダウンウエアの「モンクレール」が新館1階にオープン。
2022年3月からの改装工事で約80億円をかけ館内の約90%が刷新され、2023年10月11日に全館リニューアルオープンすることになった。同日、本館8階に横浜の書店・有隣堂が西日本1号店を開業し、1年半ぶりに館内の書店が復活する。紀伊国屋書店より狭い約 297m2ながら、文具や雑貨も扱う。

## 構成

### 建物名称

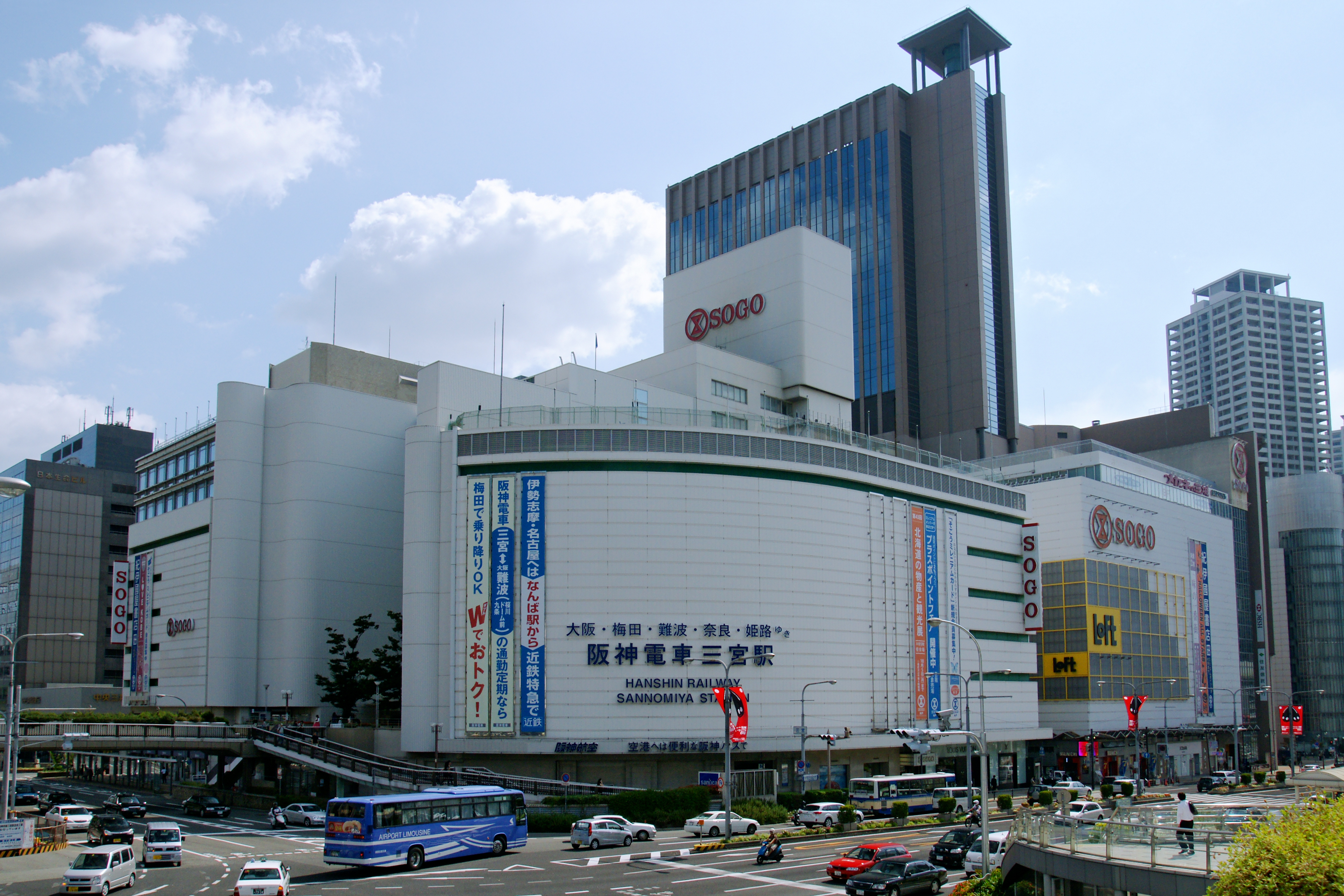
本館（北東側）

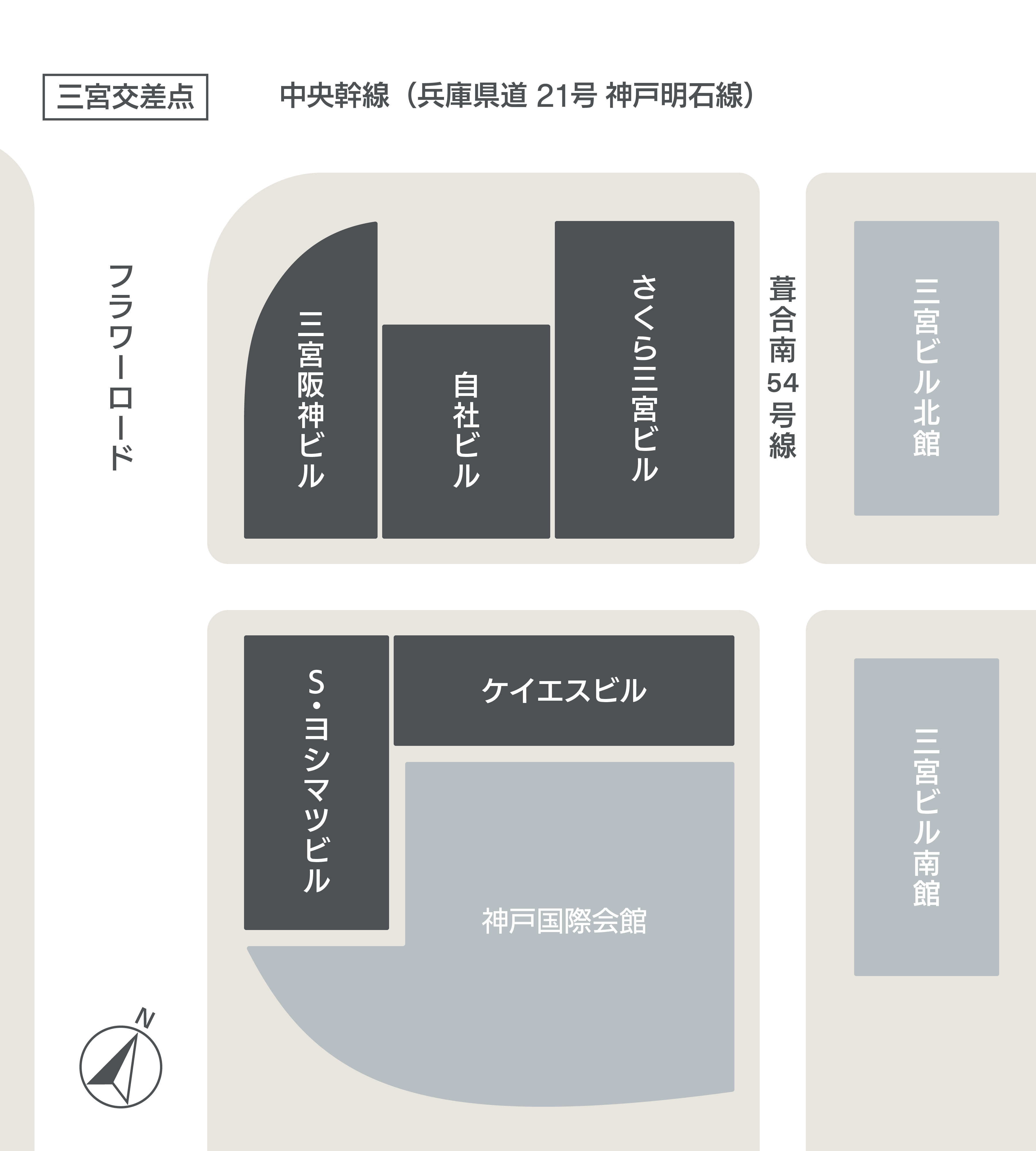
本館および新館の構成ビル

- 本館
  - 三宮阪神ビル（阪神電気鉄道）
  - さくら三宮ビル（室町殖産）[56]
  - 自社ビル
- 新館
  - ケイエスビル（神戸国際会館）
  - S・ヨシマツビル
- ウィング館

註釈 - 各館の名称は、そごう時代は「そごう」神戸阪急時代は「阪急」がそれぞれ先頭に付されている。

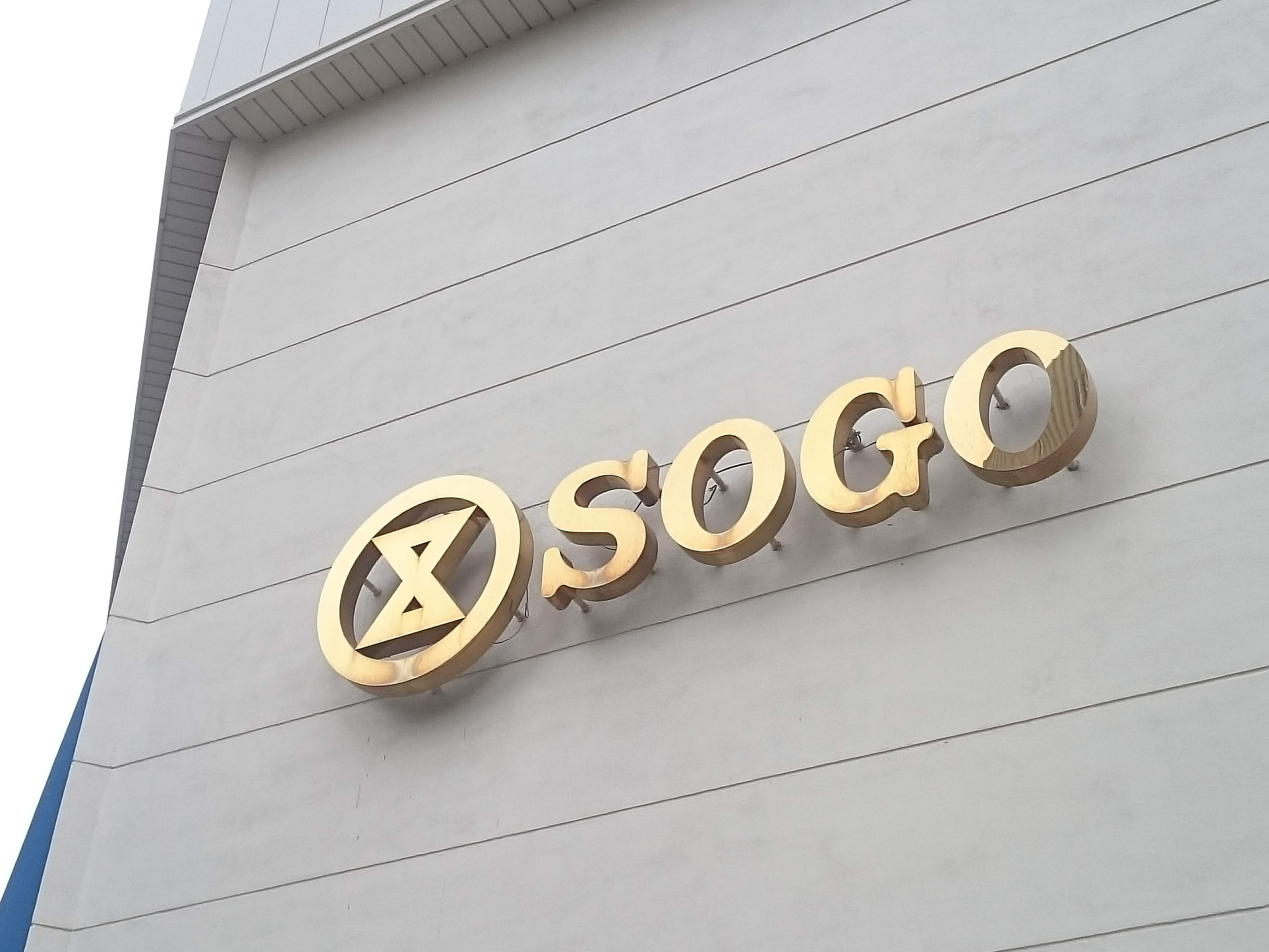
金色に輝くそごうのロゴ（2019年）
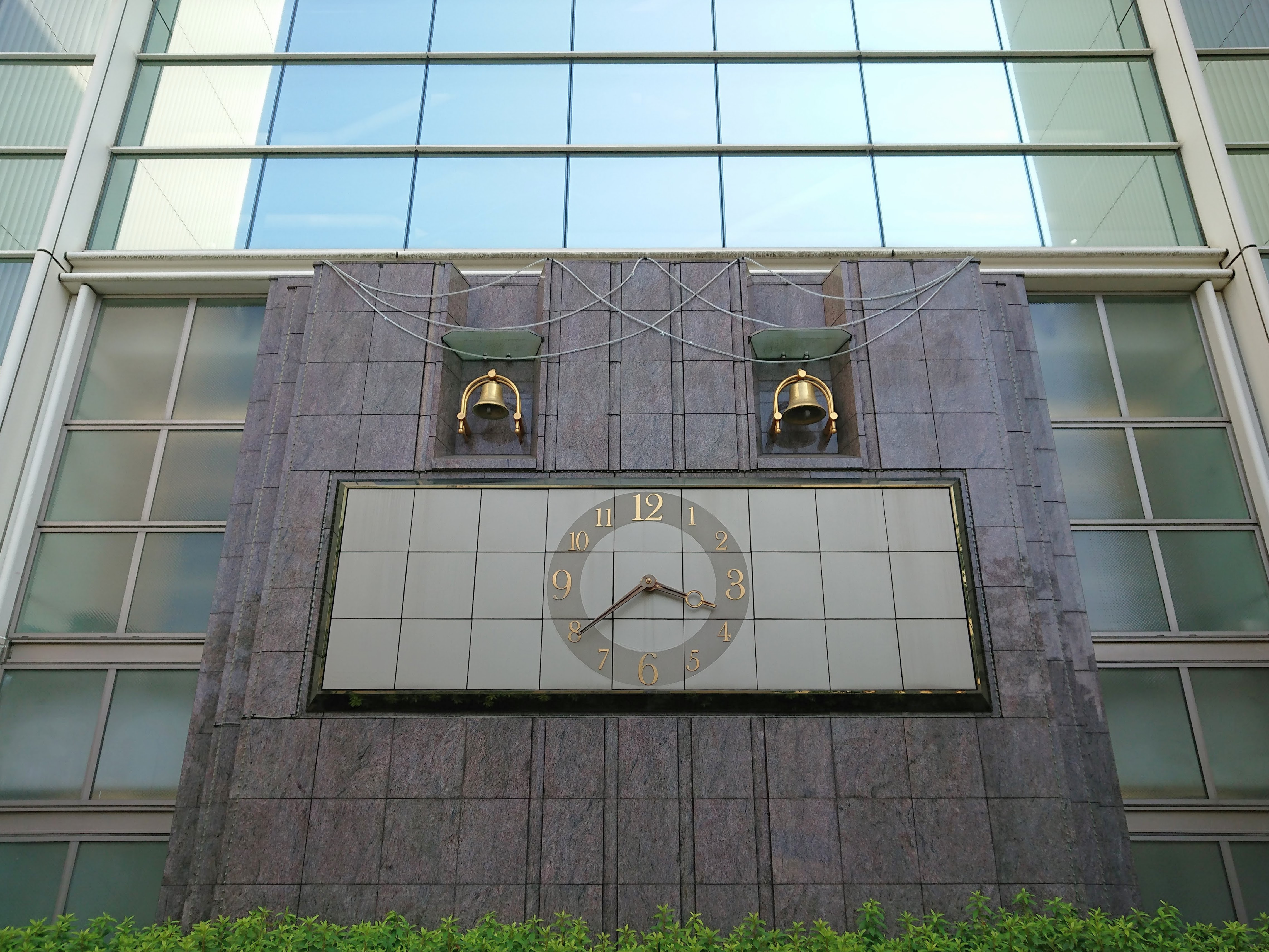
世界の人形時計（2019年）

- 1981年（昭和56年）に三宮阪神ビル全体をサイディング材で覆ってしまったが、本体は久野節設計で、1933年（昭和8年）開業当初の近代建築である。久野が設計した百貨店建築には髙島屋大阪店（同社の登記上の本社所在地）である南海ビルディングが挙げられる。
- そごう神戸店時代は阪神・淡路大震災の復旧工事にて、本館のそごうロゴのネオンは緑色（エメラルドグリーン）に変更された（北側は筆記体のものに、西側看板は赤「そごう」から緑「SOGO」に変更された。新館は変更されず赤SOGOのまま）。民事再生直後に改装され、再び赤へ変更された。

### フロア構成

#### 現在
- 本館・新館

| 階  | 本館 | 連絡通路   | 新館                                                                                                   |
| --- | --- | ---------- | --- |
| R   | 屋上 | ×          | |
| 9F  | 催場/ギフトサロン/商品券/免税手続き/カードカウンター                                                                                                | ×          | パリミキ（メガネ・補聴器）                                                                             |
| 8F  | じぶんをこころから楽しむ暮らし Discover YOU 婦人服 / 紳士服 / ブラックフォーマル / 書籍・雑貨 / ガーデン雑貨 / 介護用品 / メガネ・補聴器 / ウィッグ | 連絡通路   | Relax＆Reset タオル＆バス用品・香り/ 仏具                                                              |
| 7F  | 紳士服/洋品雑貨/紳士靴/紳士バッグ/メンズビューティー                                                                                                | 連絡通路   | Relax＆Reset 寝具・寝装具・インテリア/宝飾・時計/美術画廊                                              |
| 6F  | 海と山を感じる暮らし Feel the Wind 婦人服 / 紳士服 / ウェルネス（ヨガ・コスメ・ペット用品） / インテリア / 生活雑貨 / カフェ                        | 連絡通路   | 無印良品                                                                                               |
| 5F  | 優しさあふれる家族の暮らし Affection for Life 婦人服/紳士服/日常食器/キッチン用品                                                                   | 連絡通路   | 無印良品 ひょうごふるさと館                                                                            |
| 4F  | 洗練された華やかな暮らし Time of "Grace" 婦人服/呉服/婦人肌着/特選食器/アートギャラリー/インテリア・旅行用品/ HANKYU BEAUTY（化粧品・美容サービス） | ×          | Loft                                                                                                   |
| 3F  | 婦人服/婦人靴/婦人バッグ/HANKYU BEAUTY（化粧品） | ×          | Hankyu Mode Kobe クリエーターズ                                                                        |
| 2F  | HANKYU BEAUTY (化粧品・フレグランス) /インターナショナルシューズ&バッグ                                                                             | ×          | Hankyu Mode Kobe クリエーターズ                                                                        |
| 1F  | インターナショナルブティックス/HANKYU BEAUTY(化粧品・フレグランス)/ サービスカウンター                                                              | 西国浜街道 | Hankyu Mode Kobe デザイナーズ Ⅰ ブルーボトルコーヒー ［フラワーロード側インターナショナルブティックス] |
| B1F | 食品 和洋菓子/パン/惣菜・弁当/漬物/リカー(和洋酒)/佃煮/海苔/茶                                                                                      | 連絡通路   | 食品 魚/塩干魚/精肉/野菜/果物/日配品/グロッサリー                                                      |

- ウイング館

| 階  | ウイング館 フロア概要              |
| --- | ---------------------------------- |
| 7階 | エステサロン ソワンド・セレネ      |
| 6階 | かがやき糖尿病内分泌クリニック     |
| 5階 | 神戸デンタルクリニック             |
| 4階 | （不明）                           |
| 3階 | ＜神戸イタリアン＆ワイン＞クレイド |
| 2階 | ヘアサロン「air-KOBE」             |
| 1階 | THE ALLEY（台湾発ティーストア）    |

## 業績
前述のようにそごう神戸店時代の最盛期には、1990年度に1471億円を売り上げた。専門店区画や外商の売上を除外しているため単純比較できないが、2023年3月期に関しては342億円の売上予想に対し、332億円という結果になった。年商800億円を売り上げた大丸神戸店や、年商505億円（予想486億円）を売り上げた博多阪急には及ばなかった。2024年3月期は440億円の売上を見込んでいる。

## 周辺施設
- 神戸三宮阪急ビル - 阪急オアシスなどが入居する。
- ダイエー神戸三宮店（旧・プランタン神戸パート2） - 2階以上は三宮OPA 2。かつてのダイエーは三宮に「男館」「女館」など多数別館があり、当店と共に地域の顔として親しまれていた。
- ミント神戸 - 開業当初、阪神百貨店がさんのみや・阪神食品館を出店しており、当店のデパ地下と競合した。
- 神戸国際会館
- 神戸マルイ
- 三宮センター街
  - 三井住友銀行三宮支店 - かつてはそごう神戸店1階（東側、さくら三宮ビル）に旧三井銀行→さくら銀行の店舗（三宮支店）が入居していたが、2003年3月10日に三宮センター街にある旧住友銀行の店舗（三宮南支店）と統合して移転した。ただし、営業上は旧さくら銀行の三宮支店が存続している扱いとなっており、支店コードも旧さくら銀行の店舗を引き継いで「410」となっている。
  - 三宮オーパ（旧・三宮ビブレ）
  - ヤマダ電機LABI三宮 - 以前は星電社によるフランチャイズ店だった。
- みずほ銀行神戸支店 - 当店のセンター街側地下入口にATMを設置している。
- ジョーシン三宮1ばん館

## 最寄の駅
- 阪神本線神戸三宮駅
- JR神戸線三ノ宮駅
- 阪急神戸本線神戸三宮駅
- 神戸市営地下鉄西神・山手線三宮駅
- 神戸市営地下鉄海岸線三宮・花時計前駅
- 神戸新交通ポートアイランド線(ポートライナー)三宮駅

### 旧そごう関連
- Kiss-FM KOBE - 独立局時代、加古川そごう・西神そごうと共にMusic Clock（時報）スポンサーだった。キャッチフレーズは「あなたの、お気に入りになりたいな」（西神のみ「ふだんが、おしゃれ。」）
- そごう徳島店 - 分店ではないが、当店と一体的に運営されていた。
- ヤマトヤシキ加古川店 - 加古川そごう跡地へ2001年3月30日に開業。
- 西神中央駅百貨店ビル - 当店・西武高槻店と異なり、H2Oへの譲渡対象から除外され、関西最後の「そごう」として営業を続けていた。2020年8月31日に閉店後、双日が2022年4月に「エキソアレ西神中央」として全館再オープンした。そごうグループ再編から当店がH2Oへ移管されるまでは当店の分店扱いとなっていた。

### その他
- 高槻阪急 - 同時にそごう・西武から阪急百貨店になった店舗で、共に建物の一部が室町建物の所有。
- Umie#SOUTH MALL - 1992年から2012年まで神戸阪急が営業していた。
- 三越神戸支店 - 戦前に三宮阪神ビルへの移転を計画していたほか、1960年代にも三宮への移転計画を持っていた。
- 近鉄百貨店京都店 - 呉服系百貨店を電鉄系百貨店に転換し、東海道本線を挟んで反対側に系列の鉄道（こちらは近鉄京都線）が乗り入れていた点が共通する。2007年2月28日閉店。
- 大丸東京店 - 一度撤退した都市に再進出した百貨店の事例。